# Свиня бородата
Свиня бородата (лат. Sus barbatus) — вид ссавців роду Свиня (Sus) з родини свиневих (Suidae), поширений в Південно-Східній Азії.

## Зовнішні ознаки
У порівнянні з іншими представниками родини свиней статура свині бородатої відносно струнка, ноги тонкі, а голова витягнута. Найпомітнішою ознакою, яка дала назву виду, є жовтувато-біла шерсть, що покриває рило. Бородаті свині мають по дві пари бородавок на морді, з яких одна пара знаходиться під бородою. Як у всіх свиней в них довге, хоботоподібне рило, маленькі очі а і довгі вуха. Рідка щетиноподібна шерсть має сірий або темно-бурий колір. Ще однією характерною рисою є роздвоєний пензлик на хвості.
Ці тварини досягають довжини від 100 до 165 см, висоти в загривку від 72 до 85 см і ваги до 150 кг.

## Поширення

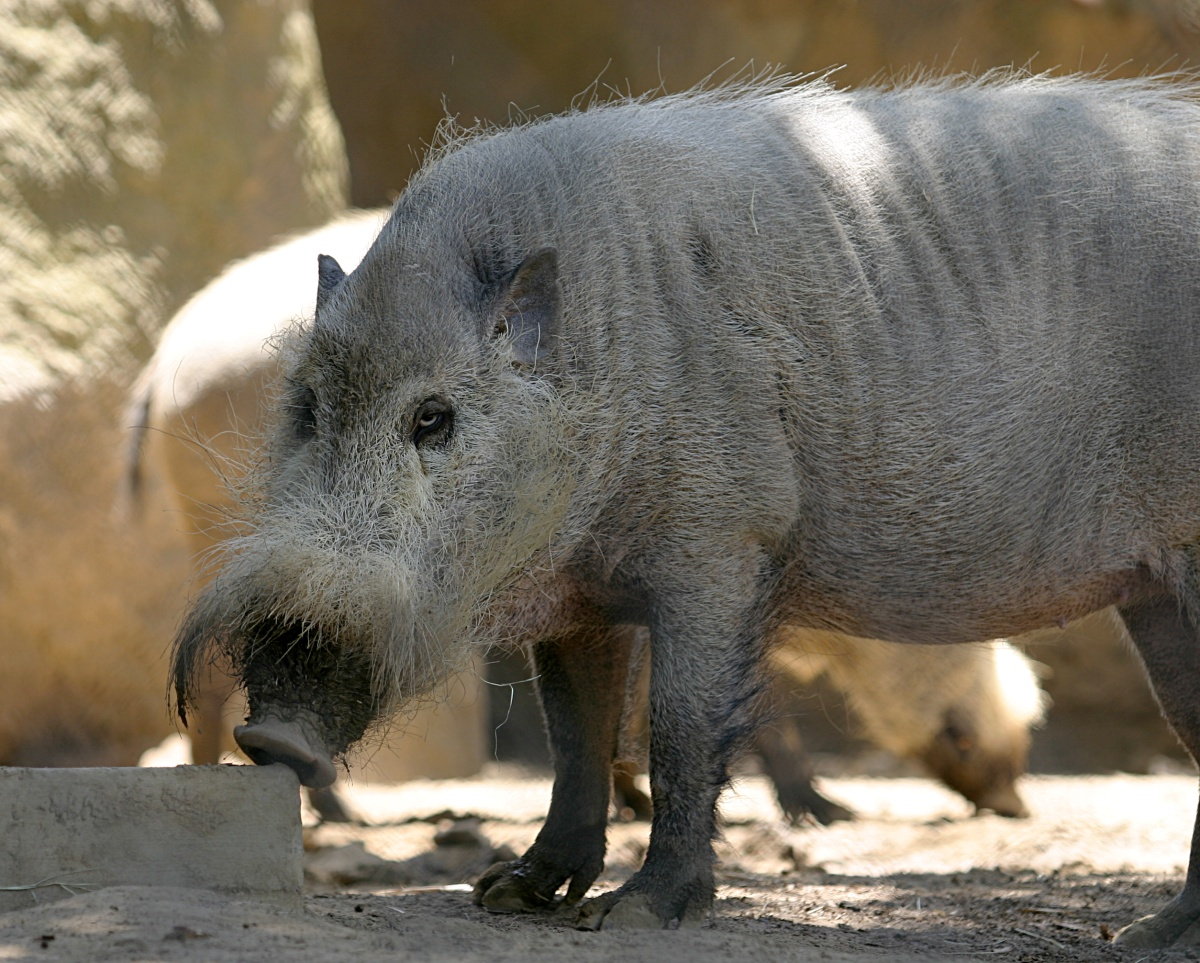
Свиня бородата в зоопарку Сан-Дієго, Каліфорнія

Бородаті свині живуть у Південно-Східній Азії, а точніше на Малайському півострові, на островах Суматра, Борнео та деяких сусідніх островах. Популяції на острові Палаван і на інших філіппінських островах іноді розглядаються як окремий вид палаванська бородата свиня (Sus ahoenobarbus). Життєвим простором бородатих свиней є тропічні і мангрові ліси.

## Поведінка
Бородаті свині як правило активні вдень і живуть в родових групах. Унікальним серед свиней є їх міграційна поведінка. Для спільних подорожей довжиною в кілька сотень кілометрів з'єднуються відразу кілька груп до кількох сотень тварин. Під час таких подорожей, викликаних мінливим наявністю їжі, бородаті свині переходять на нічну активність і використовують протоптані стежки попередніх маршів.
Бородаті свині є всеїдними тваринами і в їх їжу входять фрукти, коріння, черв'яки і падло. Часто вони слідують за групами гібонів і макак, щоб підбирати фрукти, кинуті приматами на землю.

## Розмноження

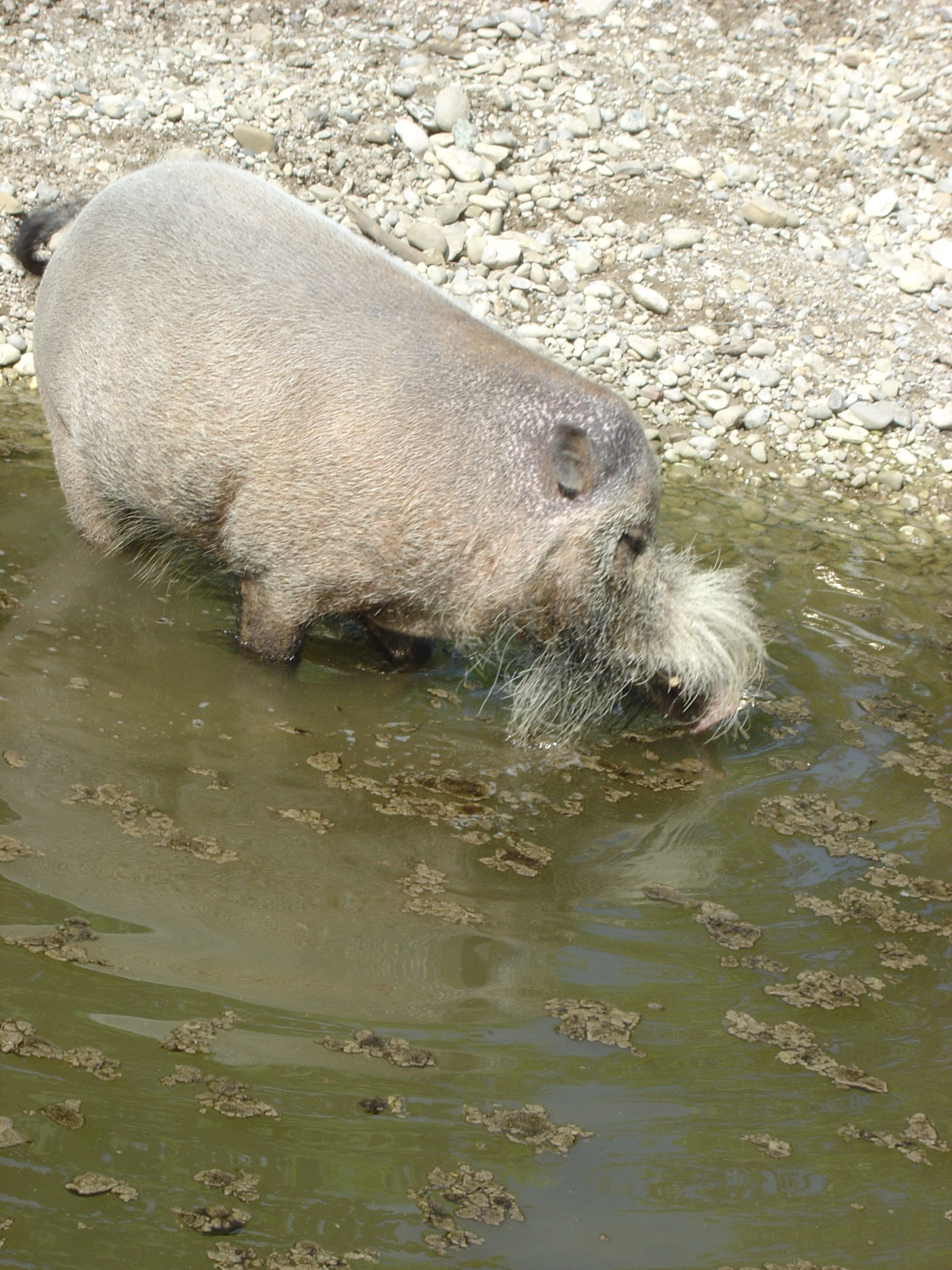
Бородата свиня біля водойми

Після чотиримісячної вагітності самка народжує на світ від двох до восьми дитинчат. Для потомства попередньо споруджується будова, що нагадує гніздо, в якому дитинчата проводять перші тижні свого життя. Через три місяці після народження вони переходять з молочного харчування на звичайне, але залишаються при матері ще до досягнення однорічного віку. Статева зрілість настає у віці 18 місяців.

## Бородата свиня і людина
У деяких регіонах Південно-Східної Азії бородаті свині використовуються в їжу і на них ведеться полювання. Місцевим жителям відомі періоди і маршрути міграцій цих тварин і раз на рік вони мають з численних груп свиней багату здобич. Загалом популяція бородатих свиней є уразливою за даними МСОП.

## Систематика
Залежно від точки зору виділяються два або три підвиди бородатих свиней. Це борнейская бородата свиня (Sus barbatus barbatus) і кучерява бородата свиня (Sus barbatus oi), що живе на Суматрі і Малайському півострові. Третім підвидом іноді вважається палаванська бородата свиня (S. ahoenobarbus).
За останнім зведенням «Види ссавців світу» (2005), вид Sus barbatus поділяють на два підвиди: barbatus та oi.